# BET Awards
BET Awards é uma premiação que foi criada 2001 pela Black Entertainment Television (BET) para premiar artistas afro-americanos da música, atuação, esporte, filantropia e outras áreas de entretenimento. A cerimônia acontece anualmente e é transmitida ao vivo pelo canal BET.

## História
A cerimônia inaugural ocorreu em 2001, sendo realizada no resort Paris Las Vegas, em Las Vegas, e atraiu a maior audiência do canal, até então. De 2002 a 2005, a premiação foi sediada no Kodak Theatre, em Hollywood. De 2006 a 2012, as cerimônias foram realizadas no Shrine Auditorium, em Los Angeles. Desde 2013, a cerimônia é realizada no Peacock Theater, no LA Live (anteriormente Nokia Theatre e Microsoft Theater).
O processo de nomeação é conduzido por uma academia de votação composta por cerca de 500 pessoas da indústria musical, envolvendo a mídia e blogueiros. As indicações são colocadas em cédulas de votação fornecidas pelo BET e são coletadas pela Yangaroo, Inc., uma empresa líder em distribuição digital que trabalha em muitas outras cerimônias de premiação televisionadas, incluindo as das redes irmãs do BET controladas pela Paramount Global. Os principais indicados são determinados em cada categoria, e os vencedores são selecionados por meio do processo de votação dos membros da academia.

## Troféu
O Troféu é inspirado em três palavras - aspirar, ascender, alcançar, foi desenhado pelo artista/escultor Carlos "Mare139" Rodriguez. A dupla OutKast, ganhou o primeiro troféu durante a primeira cerimônia em 2001. Em 2007, o Society Awards, empresa de Nova York que fabrica o prêmio, aprimorou a qualidade do design do troféu usando aço folheado e cristal preto.

## Cerimônias
| Ano  | Data                | Local             | Cidade            | Apresentador (a)                      | Ref.   |
| ---- | ------------------- | ----------------- | ----------------- | ------------------------------------- | ------ |
| 2001 | 19 de junho de 2001 | Paris Las Vegas   | Las Vegas         | Steve Harvey e Cedric the Entertainer | [ 8 ]  |
| 2002 | 25 de junho de 2002 | Kodak Theatre     | Los Angeles       | Steve Harvey e Cedric the Entertainer | [ 9 ]  |
| 2003 | 24 de junho de 2003 | Kodak Theatre     | Los Angeles       | Mo'Nique                              | [ 10 ] |
| 2004 | 29 de junho de 2004 | Kodak Theatre     | Los Angeles       | Mo'Nique                              | [ 11 ] |
| 2005 | 28 de junho de 2005 | Kodak Theatre     | Los Angeles       | Will Smith e Jada Pinkett Smith       | [ 12 ] |
| 2006 | 27 de junho de 2006 | Shrine Auditorium | Los Angeles       | Damon Wayans                          | [ 13 ] |
| 2007 | 26 de junho de 2007 | Shrine Auditorium | Los Angeles       | Mo'Nique                              | [ 14 ] |
| 2008 | 24 de junho de 2008 | Shrine Auditorium | Los Angeles       | DL Hughley                            |        |
| 2009 | 28 de junho de 2009 | Shrine Auditorium | Los Angeles       | Jamie Foxx                            |        |
| 2010 | 27 de junho de 2010 | Shrine Auditorium | Los Angeles       | Queen Latifah                         |        |
| 2011 | 26 de junho de 2011 | Shrine Auditorium | Los Angeles       | Kevin Hart                            |        |
| 2012 | 1 de julho de 2012  | Shrine Auditorium | Los Angeles       | Samuel L. Jackson                     |        |
| 2013 | 30 de junho de 2013 | Nokia Theater     | Los Angeles       | Chris Tucker                          |        |
| 2014 | 29 de junho de 2014 | Nokia Theater     | Los Angeles       | Chris Rock                            |        |
| 2015 | 28 de junho de 2015 | Nokia Theater     | Los Angeles       | Anthony Anderson e Tracee Ellis Ross  |        |
| 2016 | 26 de junho de 2016 | Nokia Theater     | Los Angeles       | Anthony Anderson e Tracee Ellis Ross  |        |
| 2017 | 25 de junho de 2017 | Nokia Theater     | Los Angeles       | Leslie Jones                          |        |
| 2018 | 24 de junho de 2018 | Nokia Theater     | Los Angeles       | Jamie Foxx                            |        |
| 2019 | 23 de junho de 2019 | Nokia Theater     | Los Angeles       | Regina Hall                           | [ 15 ] |
| 2020 | 28 de junho de 2020 | Cerimônia Virtual | Cerimônia Virtual | Amanda Seales                         |        |
| 2021 | 21 de junho de 2021 | Microsoft Theater | Los Angeles       | Taraji P. Henson                      | [ 16 ] |
| 2022 | 26 de junho de 2022 | Microsoft Theater | Los Angeles       | Taraji P. Henson                      |        |
| 2023 | 25 de junho de 2023 | Peacock Theater   | Los Angeles       | Fat Joe                               | [ 17 ] |
| 2024 | 30 de junho de 2024 | Peacock Theater   | Los Angeles       | Taraji P. Henson                      |        |
| 2025 | 9 de junho de 2025  | Peacock Theater   | Los Angeles       | Kevin Hart                            | [ 18 ] |

## Categorias
| Música - Álbum do Ano (2017-presente) - Vídeo do Ano (2001-presente) - Melhor Colaboração (2003-presente) - Artista Feminina de R&B/Pop (2001-presente) - Artista Masculino de R&B/Pop (2001-presente) - Artista Feminina de Hip-Hop (2001–06, 2008–presente) - Artista Masculino de Hip-Hop (2001–presente) - Artista Revelação (2001-presente) - Artista Revelação Internacional (2019-presente) - Artista Internacional (2010, 2018–presente) - Melhor Artista Gospel (2001–present) - Melhor Grupo (2001-presente) | Cinema - Melhor Filme (2010-presente) - Melhor Ator (2001-presente) - Melhor Atriz (2001-presente) Esportes - Atleta Masculino do Ano (2001-presente) - Atleta Feminina do Ano (2001-presente) |

## Prêmios Especiais

### Prêmio Lifetime Achievement
O "BET Lifetime Achievement Award" premia um artista veterano ou grupo que fez contribuições notáveis para a indústria da música. A homenagem é feita por cantores populares atuais que apresentam as músicas mais conhecidas do artista, ou o próprio homenageado se apresenta. Já receberam o prêmio:
- 2001: Whitney Houston
- 2002: Earth Wind & Fire
- 2003: James Brown
- 2004: The Isley Brothers
- 2005: Gladys Knight
- 2006: Chaka Khan
- 2007: Diana Ross
- 2008: Al Green
- 2009: The O'Jays
- 2010: Prince
- 2011: Patti LaBelle
- 2012: Maze e Frankie Beverly
- 2013: Charlie Wilson
- 2014: Lionel Richie
- 2015: Smokey Robinson
- 2016: Samuel L. Jackson
- 2017: New Edition
- 2018: Anita Baker
- 2019: Mary J. Blige
- 2021: Queen Latifah
- 2022: Sean Combs
- 2023: Busta Rhymes
- 2024: Usher

### Prêmio Humanitário
Em 2002, na segunda edição do BET Awards, foi criada a categoria "Prêmio Humanitário BET"; Ele é concedido a um filantropo famoso que doa seu tempo e dinheiro para uma causa beneficente.
- 2002: Muhammad Ali
- 2003: Magic Johnson
- 2004: Danny Glover
- 2005: Denzel Washington
- 2006: Harry Belafonte
- 2007: Don Cheadle
- 2008: Quincy Jones
- 2009: Alicia Keys e Wyclef Jean
- 2010: John Legend
- 2011: Steve Harvey
- 2012: Al Sharpton
- 2013: Dwyane Wade
- 2014: Myrlie Evers-Williams
- 2015: Tom Joyner
- 2016: Jesse Williams
- 2017: Chance, The Rapper
- 2018: Naomi Wadler, Mamoudou Gassama, Justin Blackman, Shaun King, Anthony Borges e James Shaw Jr.
- 2019: Nipsey Hussle
- 2020: Beyoncé[19]

### Ultimate Icon Award
Em 2015, foi criada a categoria Ultimate Icon Award. Ele foi concedido a um artista veterano cuja carreira é considerada icônica por fãs e críticos por suas contribuições notáveis ao entretenimento.
- 2015: Janet Jackson
- 2018: Debra L. Lee
- 2019: Tyler Perry

## Artistas mais Premiados
| Classificação | Artista (s)                                 | Vitórias | Ref.   |
| ------------- | ------------------------------------------- | -------- | ------ |
| 1º            | Beyoncé (com Destiny's Child e The Carters) | 36       | [ 20 ] |
| 2º            | Kendrick Lamar                              | 29       | [ 20 ] |
| 3º            | Chris Brown                                 | 19       | [ 20 ] |
| 4º            | Drake                                       | 15       | [ 20 ] |
| 5º            | Nicki Minaj                                 | 13       | [ 20 ] |
| 5º            | Serena Williams                             | 13       | [ 20 ] |
| 6º            | Lil Wayne                                   | 11       | [ 20 ] |